# Liste de races ovines d'Espagne
Liste des principales races espagnoles de moutons domestiques (Ovis aries) connues :
| Nom                                                                 | Région                                                         | Utilisations | Toison | Poids | Taille | Image | Observations | Sources |
| ------------------------------------------------------------------- | -------------------------------------------------------------- | --- | --- | --- | --- | --- | --- | ------- |
| Alcarreña                                                           | La Alcarria                                                    | viande | blanche | 55-72 kg | 69-79 cm | | | [ 1 ]   |
| Ansotana                                                            | Province de Huesca                                             | viande d'agneau                                                                                                 | blanche | 50-58 kg | ... cm | | Statut FAO : Critique mais maintenue. | [ 3 ]   |
| Aranesa (ca)                                                        | Val d'Aran                                                     | viande | variable | 60-90 kg | ... cm | | Statut FAO : en danger. | [ 4 ]   |
| Canaria                                                             | Îles Canaries                                                  | lait | blanche, parfois noire et marron                                                                                | 50-60 kg | 65-70 cm | | | [ 5 ]   |
| Canaria de Pelo                                                     | Îles Canaries                                                  | viande | variable | 50-70 kg | ... cm | | Le Canaria de Pelo est un mouton à poils. Longtemps présent sur les îles, il a été exporté vers les colonies espagnoles dans les Amériques. Disparu depuis, les animaux que l'on trouve aujourd'hui sur les îles, sous cette appellation, sont des Pelibüey importés du Venezuela. | ,       |
| Carranzana                                                          | Pays basque                                                    | lait | blanche | 65-95 kg | 71-81 cm | | Statut FAO : en danger mais maintenue. Deux variétés peuvent être trouvées : la « tête noire » et la « tête rousse ». | [ 9 ]   |
| Carranzana à tête noire                                             | Pays basque                                                    | lait | tête et pattes noires                                                                                           | 60-85 kg | | | Variété de Carranzana. Statut FAO : en danger. | [ 10 ]  |
| Cartera (ca)                                                        | Gúdar                                                          | viande | blanche | 60-80 kg | 71-79 cm | | | [ 11 ]  |
| Castellana (es)                                                     | nord de la Castille                                            | viande | blanche | 50-80 kg | 71-80 cm | | | [ 12 ]  |
| Castellana noire (Castellana, variedad Negra)                       | Vieille-Castille                                               | viande | noire | | | | Variété de Castellana | [ 13 ]  |
| Chamarita (es)                                                      | La Rioja                                                       | viande | blanche et noire                                                                                                | 40-65 kg | 55-65 cm | | | [ 14 ]  |
| Churra (es)                                                         | Castille-et-León                                               | lait | blanche et noire                                                                                                | 66-73 kg | 68-81 cm | | | [ 15 ]  |
| Churra lebrijana (es) (Marismeña, Andalusian Churro)                | Bas Guadalquivir                                               | lait | blanche et noire                                                                                                | 45-70 kg | 75-80 cm | | Statut FAO : en danger mais maintenue. | [ 16 ]  |
| Churra tensina (es)                                                 | Vallée de Tena                                                 | viande | blanche et noire                                                                                                | 45-66 kg | 65-72 cm | | | [ 17 ]  |
| Colmenareña (es)                                                    | Communauté de Madrid                                           | viande | blanche et noire                                                                                                | 50-60 kg | ... cm | | | [ 18 ]  |
| Guirra (ca) (Roja Levantina)                                        | Communauté valencienne                                         | viande | rouge | 55-80 kg | 69-75 cm | | | [ 19 ]  |
| Latxa                                                               | Pays basque                                                    | lait | | 55-75 kg | ... cm | | Deux variétés peuvent être trouvées : la « tête noire » et la « tête rousse ». | [ 20 ]  |
| Lojeña (es) (Rabada ou Rabuda de la Sierra de Loja)                 | Loja, Province de Grenade                                      | viande | | 45-60 kg | 60-65 cm | | | [ 21 ]  |
| Maellana (ca)                                                       | Maella, Province de Saragosse                                  | viande | blanche | 50-85 kg | 71-78 cm | | | [ 22 ]  |
| Manchega (en)                                                       | La Manche                                                      | lait | blanche | 75-100 kg | 80-97.5 cm | | | [ 23 ]  |
| Manchega noire (Manchega variedad Negra)                            | La Manche                                                      | lait | noire | 60-90 kg | ... cm | | Variété de Manchega | [ 24 ]  |
| Mérinos (Merina)                                                    | Espagne                                                        | viande, laine                                                                                                   | blanche | 80-100 kg | 67.5-77.5 cm | | | [ 25 ]  |
| Mérinos de Grazalema (es) (Merino de Grazalema)                     | Sierra de Grazalema, Andalousie                                | lait | diverses et de couleur unie                                                                                     | 67-84 kg | 72-76 cm | | Race issue d'un croisement entre Mérinos et Churra. | [ 26 ]  |
| Mérinos Guadalupe                                                   |                                                                | Variété éteinte de Mérinos, connue pour la qualité et la quantité de sa laine.                                  | Variété éteinte de Mérinos, connue pour la qualité et la quantité de sa laine.                                  | Variété éteinte de Mérinos, connue pour la qualité et la quantité de sa laine.                                  | Variété éteinte de Mérinos, connue pour la qualité et la quantité de sa laine.                                  | Variété éteinte de Mérinos, connue pour la qualité et la quantité de sa laine.                                  | Variété éteinte de Mérinos, connue pour la qualité et la quantité de sa laine. | [ 27 ]  |
| Mérinos Infantado                                                   | Castille-La Manche                                             | Variété éteinte de Mérinos. Elle était élevée par le Duc del Infantado.                                         | Variété éteinte de Mérinos. Elle était élevée par le Duc del Infantado.                                         | Variété éteinte de Mérinos. Elle était élevée par le Duc del Infantado.                                         | Variété éteinte de Mérinos. Elle était élevée par le Duc del Infantado.                                         | Variété éteinte de Mérinos. Elle était élevée par le Duc del Infantado.                                         | Variété éteinte de Mérinos. Elle était élevée par le Duc del Infantado. | [ 27 ]  |
| Mérinos des Montes Universales (Merina variedad Montes Universales) | Montes Universales                                             | laine | blanche | 40-90 kg | 77 cm | | Variété de Mérinos | [ 28 ]  |
| Mérinos Negretti (Negrette Merinos)                                 |                                                                | Variété éteinte de Mérinos, plus large et plus forte.                                                           | Variété éteinte de Mérinos, plus large et plus forte.                                                           | Variété éteinte de Mérinos, plus large et plus forte.                                                           | Variété éteinte de Mérinos, plus large et plus forte.                                                           | Variété éteinte de Mérinos, plus large et plus forte.                                                           | Variété éteinte de Mérinos, plus large et plus forte. | [ 27 ]  |
| Mérinos noir (Merina variedad Negra)                                | Estrémadure, Andalousie et Castille-et-León                    | laine | noire | 60-85 kg | ... cm | | Variété de Mérinos. Statut FAO : en danger mais maintenue. | [ 29 ]  |
| Mérinos d'El Paular                                                 | Communauté de Madrid                                           | Variété éteinte de Mérinos. Elle était élevée par les moines de l'Ordre des Chartreux du Monastère d'El Paular. | Variété éteinte de Mérinos. Elle était élevée par les moines de l'Ordre des Chartreux du Monastère d'El Paular. | Variété éteinte de Mérinos. Elle était élevée par les moines de l'Ordre des Chartreux du Monastère d'El Paular. | Variété éteinte de Mérinos. Elle était élevée par les moines de l'Ordre des Chartreux du Monastère d'El Paular. | Variété éteinte de Mérinos. Elle était élevée par les moines de l'Ordre des Chartreux du Monastère d'El Paular. | Variété éteinte de Mérinos. Elle était élevée par les moines de l'Ordre des Chartreux du Monastère d'El Paular. | [ 27 ]  |
| Montesina (es)                                                      | nord-est de la Province de Grenade, sud de la Province de Jaén | viande | blanche et noire                                                                                                | 45-68 kg | ... cm | | | [ 30 ]  |
| Navarra (Roncalesa, Salacenca)                                      | nord de l'Espagne                                              | viande | blanche | 57-95 kg | 60-75 cm | | | [ 31 ]  |
| Ojalada (es) (Ojalada Soriana)                                      | Guadalajara, Soria, Teruel                                     | viande | blanche et noire                                                                                                | 50-80 kg | ... cm | | | [ 32 ]  |
| Ojinegra de Teruel (Fardosca, Fardasca, Serranet)                   | Province de Teruel                                             | viande | blanche et noire                                                                                                | ... kg | 45-68 cm | | | [ 33 ]  |
| Ovella Eivissenca (ca) (Ibicenca, Pitiüsa)                          | Îles Baléares                                                  | viande | blanche | 45-62.5 kg | 72.5 cm | | Statut FAO : en danger. | [ 34 ]  |
| Ovella Galega (en)                                                  | Galice                                                         | viande | blanche | 27-31 kg | 54-59 cm | | Race en danger mais maintenue. | [ 35 ]  |
| Ovella Mallorquí (Mallorquina, Majorcan)                            | Majorque                                                       | viande | blanche | 50-70 kg | 65-74 cm | | Statut FAO : en danger mais maintenue. | [ 36 ]  |
| Ovella Roja Mallorquina (Tripolitana, Coete)                        | Majorque                                                       | viande | rouge | 53-110 kg | 70-75 cm | | Variété rouge de la Mallorquina. Statut FAO : en danger. | [ 37 ]  |
| Ovella Menorquina (ca)                                              | Minorque                                                       | viande | blanche | 55-70 kg | 70-78 cm | | | [ 38 ]  |
| Palmera                                                             | La Palma                                                       | viande | blanche | 45-55 kg | ... cm | | Statut FAO : Critique. | [ 39 ]  |
| Rasa Aragonesa                                                      | Aragón                                                         | viande | blanche | 55-80 kg | 70-77 cm | | | [ 40 ]  |
| Ripollesa (ca) (Queralpina, Pirenaica, Berguedana)                  | Aragón                                                         | viande | blanche | 50-75 kg | 69-74 cm | | | [ 41 ]  |
| Roya Bilbilitana (es)                                               | Calatayud                                                      | viande | brun rougeâtre                                                                                                  | 50-74 kg | 70-78 cm | | | [ 42 ]  |
| Rubia del molar (es)                                                | Communauté de Madrid                                           | lait | blonde à brune                                                                                                  | 45-70 kg | ... cm | | | [ 43 ]  |
| Salz                                                                | Province de Saragosse                                          | viande | blanche | 50-80 kg | ... cm | | Race de création récente (années 1970), issue de croisements entre la Rasa Aragonesa et la Romanov. | [ 44 ]  |
| Sasi ardi ou (Sasi ardia)                                           | Pays basque                                                    | viande | blanche | 50 kg | ... cm | | Statut FAO : critique. | [ 45 ]  |
| Segureña                                                            | Grenade, Jaén, Almería, Murcie et Albacete                     | viande | blanche | 50-75 kg | 67-75 cm | | | [ 46 ]  |
| Talaverana                                                          | Talavera de la Reina, Tolède                                   | viande | blanche | 45-75 kg | ... cm | | | [ 47 ]  |
| Xalda (es)                                                          | Asturies                                                       | viande | blanche ou noire                                                                                                | 30-45 kg | 63-64 cm | | Statut FAO : en danger mais maintenue. | [ 48 ]  |
| Xisqueta (ca) (Pallaresa, Ullada)                                   | Pallars Jussà                                                  | viande | blanche | 50-65 kg | 70-77 cm | | | [ 49 ]  |